# نيكوس إيكونوموبولوس
نيكوس إيكونوموبولوس (Νίκος Οικονομόπουλος، مواليد 1953) هو مصور يوناني معروف بتصويره لمنطقة البلقان واليونان على وجه الخصوص.

## الحياة والمسيرة
ولد في كالاماتا، درس إيكونوموبولوس القانون في الجامعة وعمل كصحفي.
بدأ إيكونوموبولوس في التقاط الصور في سن الخامسة والعشرين فقط عندما عرض عليه صديق في إيطاليا كتابًا عن أعمال هنري كارتييه بريسون، والذي كان له تأثير فوري ودائم.

يتذكر إيكونوموبولوس أنه حتى ذلك الحين لم يبدأ التصوير الفوتوغرافي لأكثر من عامين ولكنه اشترى بدلاً من ذلك كتب التصوير. ثم بدأ التصوير:
لم أصور مطلقًا شروق الشمس أو أصنع صورًا تذكارية لأولادي. لمدة ثماني أو تسع سنوات تقريبًا ، قمت بالتصوير في عطلات نهاية الأسبوع وأثناء عطلتي، دائمًا بطريقة جادة، أعمل من الصباح إلى الليل. 